# Клопков, Денис Николаевич
Дени́с Никола́евич Клопко́в (4 марта 1986, Ульяновск, СССР) — российский футболист, полузащитник. Мастер спорта России.

## Карьера
Начинал играть в Ульяновске, где его первым тренером был Пётр Александрович Дементьев. После выступлений за местную «Волгу» отправился в «Носту». В 2009 году подписал контракт с клубом «Салют-Энергия», откуда перешёл в «Химки». В январе 2011 года пополнил ряды «Факела». В 2013 году уехал играть в казахстанский «Жетысу», однако уже через месяц был отзаявлен, так как уволился из клуба по собственному желанию. Таким образом Денис сыграл только один официальный матч за команду в рамках кубка страны против «Кырана» (1:2). С июня 2013 года являлся игроком клуба «Луч-Энергия», за который отыграл 3 сезона. Затем играл в «Армавире» в течение четырёх сезонов.

## Достижения
- Победитель Второго дивизиона (2): 2007 (зона «Урал-Поволжье»), 2017/18 (зона «Юг»)
- Бронзовый призёр зоны «Юг» Второго дивизиона: 2016/17
- Обладатель Кубка ФНЛ: 2014